# Anisopogon
- Commons
- Wikispecies

Anisopogon R.Br. é um género botânico pertencente à família Poaceae, subfamília Pooideae, tribo Anisopogoneae.
São nativas da Australásia.

## Espécies
- Anisopogon australasica Chase
- Anisopogon avenaceus R.Br.
- Anisopogon capensis Nees